# System Display and Search Facility
SDSF pour System Display and Search Facility est une interface de présentation sur écran de certaines activités d'un système z/OS.

## Fonction
SDSF présente sur un terminal les travaux (JOBS) ou tâches en attente ou en cours d'exécution sous forme de tableaux dynamiques. Il permet d'afficher le compte-rendu de leur exécution. Il permet aussi d'afficher le journal du système appelé LOG.